# Zatrephes cruciata
Zatrephes cruciata là một loài bướm đêm thuộc phân họ Arctiinae, họ Erebidae.